# Batalla de Gal·lípoli (1306)
La Defensa o Batalla de Gal·lipoli es va lliurar el juliol de 1306 a Gal·lípoli (Tràcia), i va enfrontar la Companyia Catalana d'Orient contra tropes de genovesos i romans d'Orient comandats per Antoni Spinola. En la defensa de la ciutat hi tingueren un paper destacat les dones almogàvers, que foren el pal de paller de la defensa.
| «                                   | La batalla fo molt forts, e les nostres fembres, (...), defensaven tan règeu que marevella era. Que en veritat, que fembra s'hi trobà que havia cinc cairellades en la cara, que encara es defensava així con si no hagués mal. | » |
| — Ramon Muntaner , Crònica cap. 227 | |   |

## Antecedents
Després de la victòria aconseguida en la batalla d'Apros, la Companyia Catalana d'Orient aconsegueix el control de Tràcia. Andrònic II Paleòleg degut a la desfeta del seu exèrcit es troba confinat a Constantinoble sense possibilitat de fer front a la Companyia.
Antoni Spinola, general genovès, arriba a Constantinoble amb 18 galeres i s'ofereix a prendre Gal·lípoli i expulsar la companyia de la Tràcia.
Mentrestant la major part de la Companyia surt a cercar la companyia d'alans, dirigits per Jordi, per tal d'exterminar-los i complir, d'aquesta manera, venjança per l'assassinat de Roger de Flor. A Gal·lípoli, creient-la segura i sota les ordres de Ramon Muntaner, hi deixen una guarnició formada per 134 almogàvers i 7 cavalls.
Spinola es dirigeix amb dues galeres a Gal·lípoli i demana la rendició de la ciutat per tres cops. Ramon Muntaner s'hi nega. Spinola retorna a Constantinoble on recull les seves galeres i, juntament, amb set galeres atorgades per Andrònic es dirigeix a prendre Gal·lípoli.
En observar l'estol gènoves Ramon Muntaner disposà la defensa de la ciutat, feu armar les dones i les col·locà a defensar les muralles.

## Desenvolupament tàctic
Al matí les galeres genoveses inicien el desembarcament trobant-se amb l'oposició dels 7 cavalls catalans capitanejats per Ramon Muntaner, 10 galeres se separaren de la resta prenent terra sense oposició. Muntaner cau ferit i la «cavalleria» almogàver es retira. Veient el capità ferit, els genovesos es llancen contra els murs i veient-los defensats per dones creuen que obtindran una victòria fàcil. La resistència de les dones almogàvers feu fracassar aquest primer assalt, causant moltes baixes als genovesos.
Un cop recompostes les seves forces els genovesos tornen a l'assalt, aquest cop sense menystenir la defensa de la ciutat, i són, novament, obligats a retirar-se. Spinola veient la impossibilitat de prendre la ciutat, desembarca amb 400 cavallers i els genovesos retornen a l'assalt, on la defensa es torna a mostrar formidable.
Al migdia, Ramon Muntaner, recuperat de ses ferides, i veient el dany rebut pels genovesos ordena una sortida de la ciutat. Amb 100 homes i 6 cavalls, Muntaner es llença a contra l'enemic, Spinola i els 400 cavallers són morts i les forces genoveses es veuen obligades a retirar-se, perseguides pels defensors fins a les galeres.

## Conseqüències
Les galeres genoveses es retiren. Les genoveses retornen cap a Itàlia, mentre que les set cedides per Andrònic retornen a Constantinoble, on informen l'emperador dels fets.
La host principal dels almogàvers retorna a Gal·lípoli dos dies després dels fets.